# 4135 Svetlanov
4135 Svetlanov eller 1966 PG är en asteroid i huvudbältet som upptäcktes den 14 augusti 1966 av de båda ryska astronomerna Ljudmjla Tjernych och Tamara Smirnova vid Krims astrofysiska observatorium på Krim. Den har fått sitt namn efter Jevgenij Svetlanov.
Asteroiden har en diameter på ungefär 24 kilometer och den tillhör asteroidgruppen Dora.